# Exzeptivsatz
Der Exzeptivsatz (lateinisch exceptio „Ausnahme“, „Einschränkung“) ist eine spezielle Satzart. Gemeint sind Bedingungssätze, welche das Nichteintreten der im Trägersatz benannten Proposition hinreichend begründen, wobei die Umsetzung der Bedingung als unwahrscheinlich angenommen wird.
Grammatikalische Konstruktion des Exzeptivsatzes: Die Wirklichkeitsform des wenn-Satzes wird in die Möglichkeitsform übergeführt, dann wird das „wenn“ gestrichen und dieses durch ein „denn“ in der Endstellung ersetzt.
Stilistisch gesehen gilt der Exzeptivsatz als veraltet und preziös.

## Beispiele
- „Die Nürnberger hängen keinen, sie hätten ihn denn zuvor.“ (vgl.: Eppelein von Gailingen)
- „Ich lasse nicht von ihr, sie schlüge mich denn.“